# Finn Tugwell
Finn Tugwell (født 18. marts 1976 i Aarhus) var en dansk bordtennisspiller.  Han dannede double-par med Michael Maze. I 2004 vandt Maze/Tugwell bronze ved sommer-OL, ved at slå det russiske par Mazunov/Smirnov i bronzekampen.
Finn Tugwell har også fået opkaldt en sang efter sig. Sangen hedder Finn Tugwell – hvor er du? og er af det danske band Sticky.

## Dømt for dokumentfalsk
I 2009 blev Finn Tugwell idømt 40 dages betinget fængsel for dokumentfalsk, fordi han havde et handicapskilt liggende i forruden af sin bil, på trods af at han ikke er handicappet. Finn forklarede sig i Københavns Byret med, at han blot ville samle det op og aflevere det på et senere tidspunkt.